# Котонер-и-Котонер, Николас
Николас Котонер-и-Котонер (исп. Nicolás Cotoner y Cotoner; 19 октября 1905, Пальма-де-Майорка — 6 марта 1996, Мадрид) — испанский дворянин и военный из дома Котонер, глава Королевского двора Испании при Хуане Карлосе I с 1975 по 1990 год.

## Дворянство и титулы
Рыцарь Ордена Золотого Руна и Гранд Испании, 23-й маркиз Мондехар (1952—1996), 25-й граф Тендилья (1941—1968), 9-й маркиз де Ариани (1955—1996), рыцарь Ордена Калатравы и рыцарь Мальтийского ордена.

## Биография

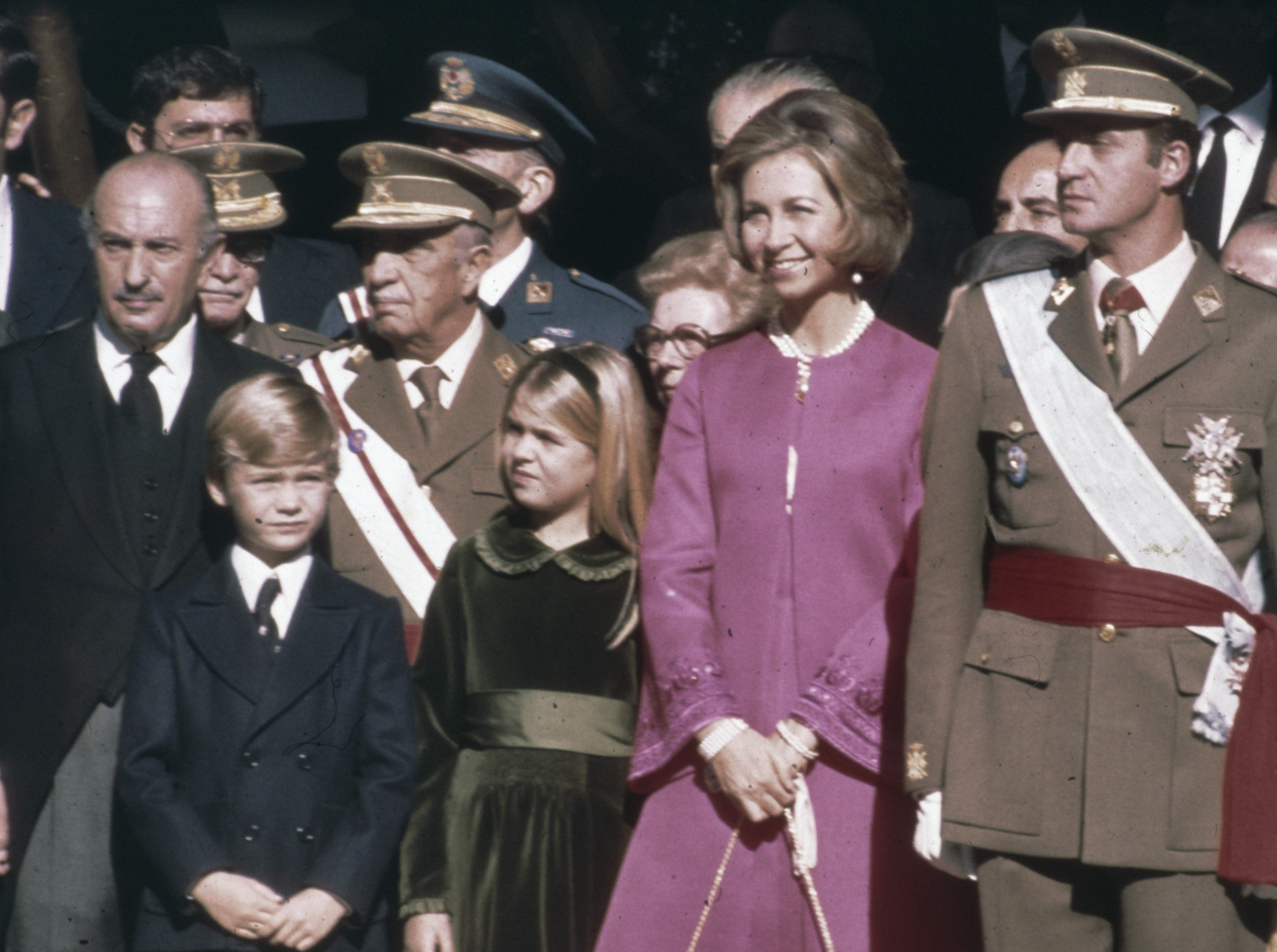
Маркиз де Мондехар, одетый как военный.

Родился 19 октября 1905 года. Третий сын Хосе Фернандо Котонера-и-де-Вери (1872—1955), 7-го маркиза де Ариани, второго сына Николаса Котонера-и-Альендесалазара, 2-го маркиза Ла-Сения и 6-го маркиза Ариани, и Барбары де Вери-и-Фортуни. Его матерью была Мария Луиза Котонер и Альварес де лас Астуриас-Бохоркес (1879—1948), 22-я маркиза де Мондехар.
Бакалавр права, был лейтенантом во время Гражданской войны в Испании, где получил серьезное ранение, получил индивидуальную военную медаль и достиг звания генерала от кавалерии после того, как присоединился к этому оружию и учился в Кавалерийской академии Вальядолида.
Сначала ему удалось получить титул графа Тендилья (следуя семейной традиции), и в январе 1955 года он входит в группу людей, занимающихся воспитанием будущего короля Хуана Карлоса I. Котонер не унаследовал титул маркизата Мондехара до смерти его матери письмом о престолонаследии от 9 мая 1956 года.
В 1955 году он был назначен наставником тогдашнего принца Астурийского Хуана Карлоса де Бурбона в качестве учителя верховой езды и для его поступления в Генеральную военную академию Сарагосы.
Он также был связующим звеном между Хуаном Карлосом и его отцом Хуаном де Бурбоном, сосланным в Португалию, в критические моменты, такие как положение принца Астурийского в преемственности главы государства после смерти генерала Франко.
Дон Хуан назначил его главой Дома Его Королевского Высочества Принца Испании, наследником престола в 1964 году, ибо одиннадцать лет спустя, после смерти Франко и с восшествием на престол короля Испании, должен быть назначен Глава Королевского дома 2 декабря 1975 года. На этой должности он оставался до 22 января 1990 года, когда его заменил Сабино Фернандес Кампо. Он носил почетный титул главы королевского дома.
Другой выдающейся должностью, которую он занимал, было председательство в Совете директоров Национального наследия, которое он получил в 1976 году.
Король Испании назвал его «приемным отцом» и «верным советником». Николас Котонер показал себя человеком, полностью уверенным в управлении национальными общественными интересами, выделяясь в сложные моменты перехода к демократии и во время неудавшегося переворота в Техеро 23 февраля 1981 года, где сохранял активную позицию по поддержке короля, облегчения контактов между короной и различными армейскими командованиями.
Он был обладателем множества высоких наград, в том числе Ордена Золотого руна, подаренного ему в 1977 году.
Он умер в возрасте девяноста лет 6 марта 1996 года в Мадриде.

## Семья
Он был женат с 1945 года на Марии Тринидад Мартос-и-Забалбуру (30 мая 1915 — 9 февраля 1999), 5-й виконтессе де Угена, дочери Альфонсо де Мартоса и Арискуна, 10-го маркиза де Фуэнтса (1871—1954), и Марии дель Кармен де Забалбуру и Мазарредо (1878—1964), наследнице большого семейного состояния и земель в Мурсии. У супругов было пятеро детей:
- Иньиго Альфонсо Котонер-и-Мартос (род. 1943), 24-й маркиз де Мондехар и 26-й граф де Тендилья, старший сын
- Марта Котонер-и-Мартос, 10-я графиня де Корунья, вышедшая замуж за бизнесмена из Оренсе Валериано Баррейроса Родригеса, брата автомобильного магната Эдуардо Баррейроса
- Николас Котонер-и-Мартос, 9-й маркиз де Ариани и 13-й маркиз де Адехе. Он женился на Марии дель Кармен Макайя-и-де-Торрес-Соланот, дочери 3-го виконта Торрес-Соланот
- Мария де ла Тринидад Котонер-и-Мартос, 10-я графиня де Ла-Гомера, вышедшая замуж за Мигеля Корсини Фриз, сына Мигеля Корсини-и-Маркины и Маргариты Фриз.
- Хосе Луис Котонер-и-Мартос, 11-й маркиз де Бельгида. Он женился на Маргарите Корсини и Фриз, сестре Мигеля, своего зятя.